# Stelis vegrandis
Stelis vegrandis är en orkidéart som först beskrevs av Carlyle August Luer och Dodson, och fick sitt nu gällande namn av Alec M. Pridgeon och Mark W. Chase. Stelis vegrandis ingår i släktet Stelis och familjen orkidéer. Inga underarter finns listade i Catalogue of Life.